# Saint-Just (Eure)
Saint-Just település Franciaországban, Eure megyében. Lakosainak száma 1283 fő (2018. január 1.).

## Népesség
A település népessége az elmúlt években az alábbi módon változott:
| Lakosok száma | 1292 | 1324 | 3524 | 1301 | 1283 |
|               | 2013 | 2015 | 2016 | 2017 | 2018 |